# Coenosia neotropica
Coenosia neotropica este o specie de muște din genul Coenosia, familia Muscidae, descrisă de Carvalho și Adrian C. Pont în anul 1993. Conform Catalogue of Life specia Coenosia neotropica nu are subspecii cunoscute.